# Heglachaue
Die Heglachaue ist ein vom Landratsamt Karlsruhe durch Verordnung vom 23. Mai 1990 ausgewiesenes Landschaftsschutzgebiet auf dem Gebiet der Stadt Stutensee im Landkreis Karlsruhe.

## Lage und Beschreibung
Das ca. 115 ha große Landschaftsschutzgebiet besteht aus zwei Teilgebieten und liegt östlich des Stadtteils Friedrichstal entlang des Pfinzarms Heglach und der parallel verlaufenden Alten Bach. Naturräumlich gehört es zu den Hardtebenen. Im Süden des Gebiets liegt das Schloss Stutensee. Im Norden grenzt das Landschaftsschutzgebiet Hardtwald nördlich von Karlsruhe unmittelbar an.
Im Gebiet dominieren artenreiche Flachland-Mähwiesen, Streuobstbestände und die von Auwaldgebüschen gesäumten Gewässerläufe von Heglach und Alter Bach.

## Schutzzweck
Wesentlicher Schutzzweck des Landschaftsschutzgebietes ist laut Schutzgebietsverordnung
1. „die Erhaltung einer ökologisch bedeutsamen Biotopachse in der Hardtebene zwischen Blankenloch und dem Hardtwald;
2. Erhaltung des Grünlandes dieser Biotopachse sowie die mögliche Umwandlung der Äcker der Aue in Wiesen;
3. Erhaltung des Streuobstbestandes;
4. Erhaltung der Heglach und Alte Bach sowie die Renaturierung der Heglach durch Modellierung der Ufer nebst Bepflanzung;
5. Erhaltung der bereits vorhandenen Gehölze und Schilfstreifen;
6. Der Schutz des Oberflächenwassers durch Anlage eines 10 m breiten Wiesenstreifens entlang von Heglach und Alter Bach als Puffer zwischen Gewässer und angrenzenden Äckern;
7. Die Sicherung der Erholungsfunktion insbesondere für die Bevölkerung der Gemeinde Stutensee.“[1]